# Giro d'Italia 2010
93. ročník Giro d'Italia se uskutečnil od 8. května do 30. května 2010. Úvodní tři etapy se jely v Nizozemsku. Celkem cyklisté absolvovali 3 433 km. Novinkou bylo nové barevné rozlišení trikotů, které odráží barvy italské trikolóry. Nejlepší jezdec bodovací soutěže jel v rudém, nejlepší vrchař v zeleném a nejlepší mladý jezdec v bílém dresu.
22 týmů které se zúčastnily závodu bylo určeno 22. března 2010. Patří mezi ně 15 z 18 týmů ProTour, vynechané byly týmy Euskaltel–Euskadi, Française des Jeux a tým RadioShack. Každý tým postavil družstvo devíti jezdců, takže celkový počet závodníků na startu byl 198.

## Etapy

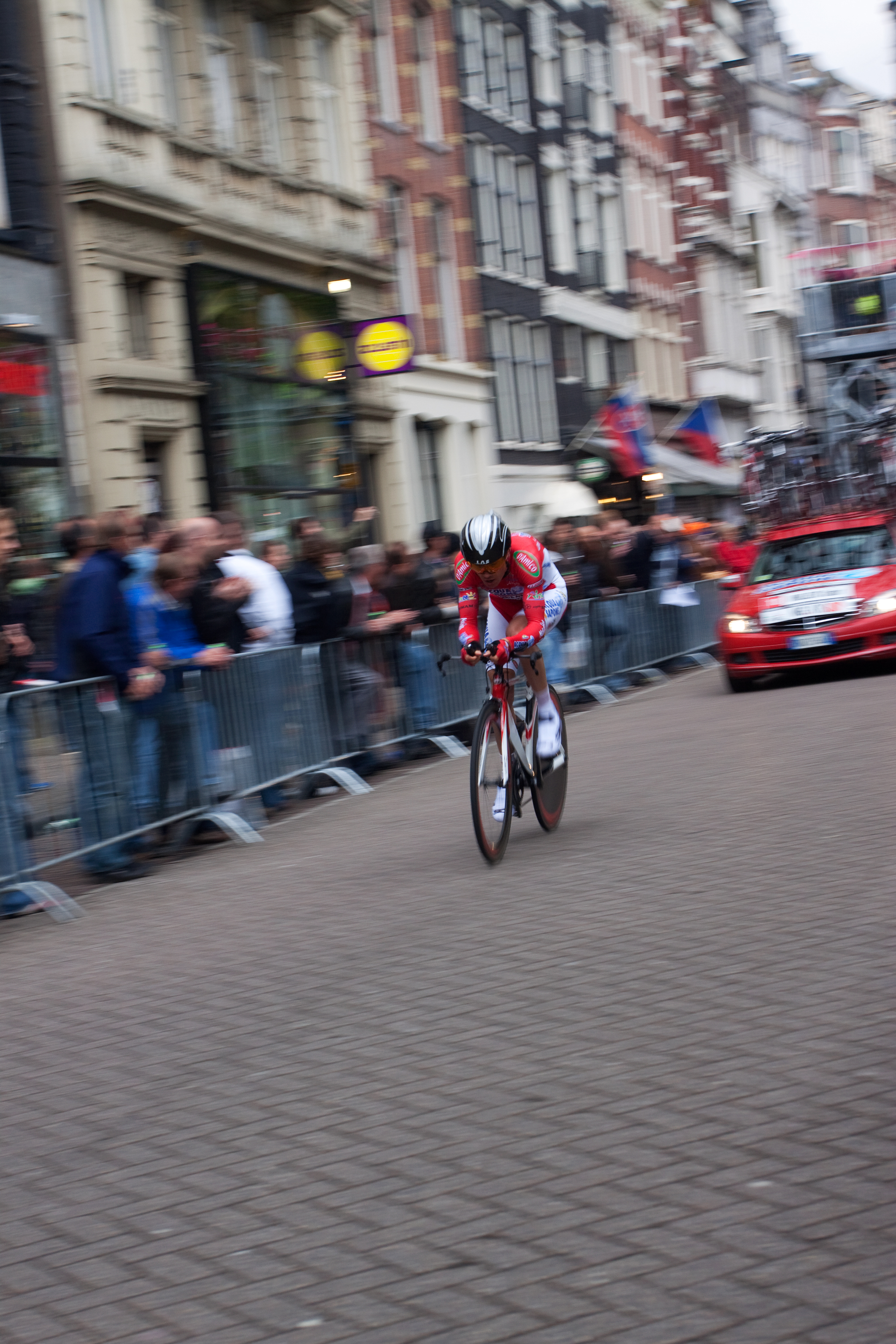
Jeden ze závodníků při prologu v ulicích Amsterdamu, Nizozemsko

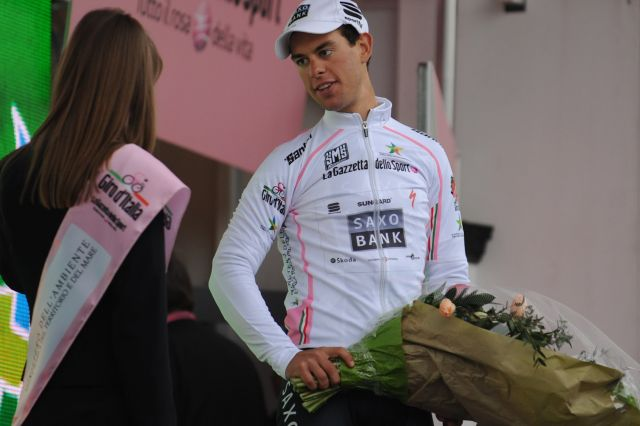
Australan Richie Porte na stupních vítězů po jedné z etap

| #   | datum    | etapa                                    | km      | vítěz etapy          | v růžovém po etapě | typ etapy            |
| 1.  | so 8.5.  | Amsterdam                                | 8,4 km  | Bradley Wiggins      | Bradley Wiggins    | individuální časovka |
| 2.  | ne 9.5.  | Amsterdam – Utrecht                      | 209 km  | Tyler Farrar         | Cadel Evans        | rovinatá etapa       |
| 3.  | po 10.5. | Amsterdam – Middelburg                   | 209 km  | Wouter Weylandt      | Alexandr Vinokurov | rovinatá etapa       |
| 4.  | st 12.5. | Savigliano – Cuneo                       | 32,5 km | Liquigas             | Vincenzo Nibali    | týmová časovka       |
| 5.  | čt 13.5. | Novara – Novi Ligure                     | 168 km  | Jérôme Pineau        | Vincenzo Nibali    | rovinatá etapa       |
| 6.  | pá 14.5. | Fidenza – Marina di Carrara              | 166 km  | Matthew Lloyd        | Vincenzo Nibali    | kopcovitá etapa      |
| 7.  | so 15.5. | Carrara – Montalcino                     | 215 km  | Cadel Evans          | Alexandr Vinokurov | kopcovitá etapa      |
| 8.  | ne 16.5. | Chianciano Terme – Monte Terminillo      | 189 km  | Chris Anker Sørensen | Alexandr Vinokurov | horská etapa         |
| 9.  | po 17.5. | Frosinone – Cava de' Tirreni             | 188 km  | Matthew Goss         | Alexandr Vinokurov | rovinatá etapa       |
| 10. | út 18.5  | Avellino – Bitonto                       | 220 km  | Tyler Farrar         | Alexandr Vinokurov | rovinatá etapa       |
| 11. | st 19.5  | Lucera – L'Aquila                        | 256 km  | Jevgenij Petrov      | Richie Porte       | kopcovitá etapa      |
| 12. | čt 20.5. | Città Sant'Angelo – Porto Recanati       | 191 km  | Filippo Pozzato      | Richie Porte       | rovinatá etapa       |
| 13. | pá 21.5. | Porto Recanati – Cesenatico              | 222 km  | Manuel Belletti      | Richie Porte       | kopcovitá etapa      |
| 14. | so 22.5. | Ferrara – Asolo                          | 201 km  | Vincenzo Nibali      | David Arroyo       | horská etapa         |
| 15. | ne 23.5. | Mestre – Monte Zoncolan                  | 161 km  | Ivan Basso           | David Arroyo       | horská etapa         |
| 16. | út 25.5. | San Vigilio di Marebbe – Plan de Corones | 12,9 km | Stefano Garzelli     | David Arroyo       | individuální časovka |
| 17. | st 26.5. | Bruneck – Peio                           | 173 km  | Damien Monier        | David Arroyo       | kopcovitá etapa      |
| 18. | čt 27.5. | Levico Terme – Brescia                   | 151 km  | André Greipel        | David Arroyo       | rovinatá etapa       |
| 19. | pá 28.5. | Brescia – Aprica                         | 195 km  | Michele Scarponi     | Ivan Basso         | horská etapa         |
| 20. | so 29.5. | Bormio – Passo del Tonale                | 178 km  | Johann Tschopp       | Ivan Basso         | horská etapa         |
| 21. | ne 30.5. | Verona                                   | 15,3 km | Gustav Larsson       | Ivan Basso         | individuální časovka |